# پکس امریکانا

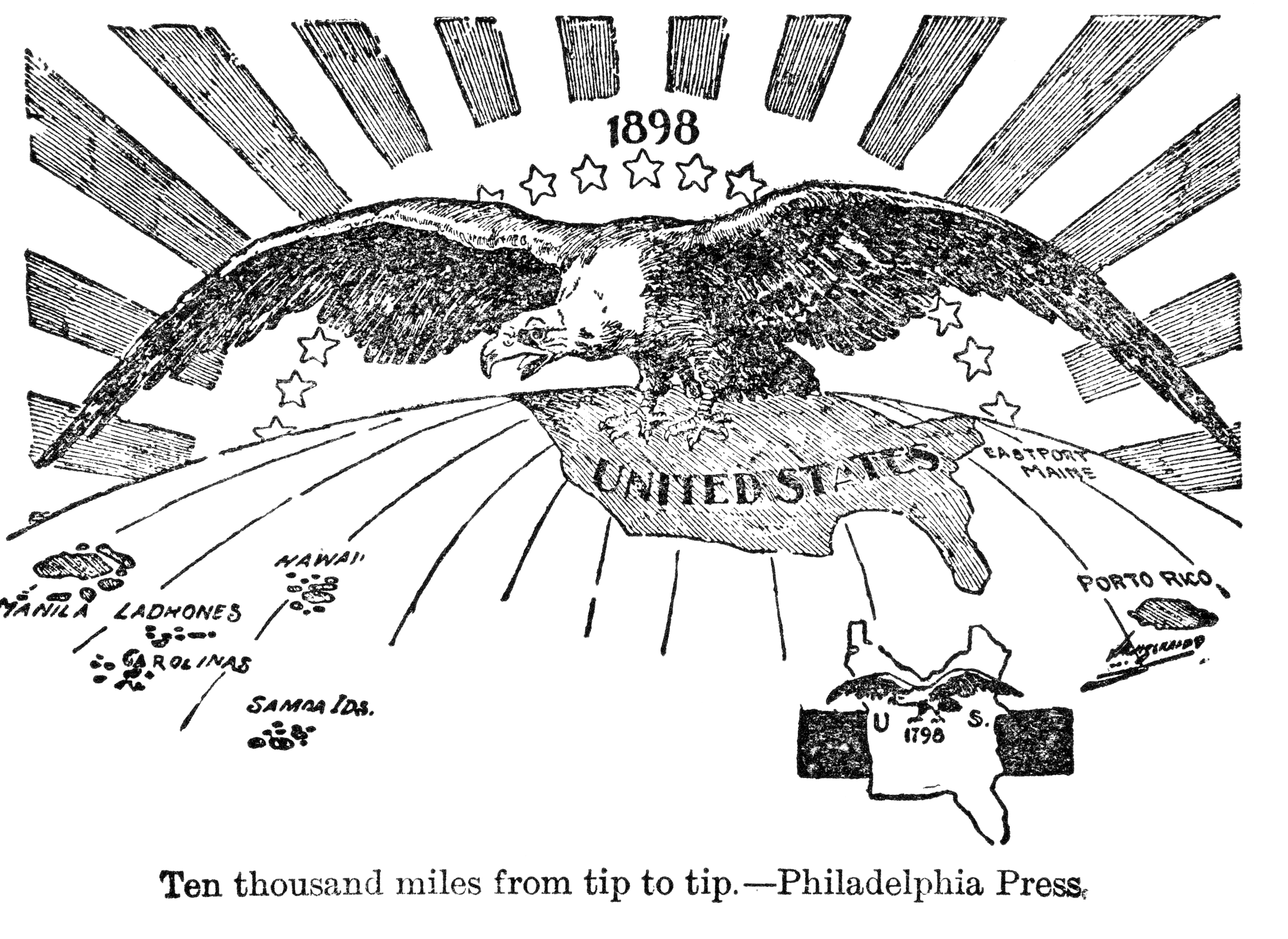
نمایی از یک‌کارتون سیاسی در سال ۱۸۹۸: «ده‌هزار مایل از نوک تا نوک» به معنای گسترش سلطهٔ ایالات متحده (با نماد یک عقاب طاس) از پورتوریکو تا فیلیپین، که نتیجهٔ برتری قدرت آمریکاست.

پکس امریکانا (انگلیسی: Pax Americana) (معادل لاتین "صلح آمریکایی", مدلسازی شده بر اساس پاکس رومانا) لفظی است در خصوص مفهوم صلح نسبی در نیم‌کره غربی و بعدتر در جهان در نتیجهٔ برتری قدرت ایالات متحده آمریکا که از میانهٔ قرن بیستم شروع شده و تاکنون ادامه دارد. با این که کاربرد اصلی این لفظ در نیمهٔ دوم قرن بیستم بوده، این لفظ در ادوار و معانی گوناگون به کار رفته است مثلاً در دورهٔ پس از جنگ داخلی آمریکا در آمریکای شمالی،و به طور منطقه‌ای در قاره آمریکا در ابتدای قرن بیستم.